# HD 161815
HD 161815，又名BD+38 2997，SAO 66315、HR 6625，是一颗恒星，视星等为6.52，位于銀經64.48，銀緯28.79，其B1900.0坐标为赤經17h 42m 33.9s，赤緯+38° 28.79′ 14″。